# 顧祖禹
顧 祖禹（こ そう、1631年 - 1692年）は、中国清代の学者。字は復初。号は景範。宛渓先生と称せられる。蘇州府常熟県虞山の出身。高祖父は顧大棟。曾祖父は顧文耀。祖父は顧龍章。父は顧柔謙。

## 略歴
成長するにしたがい科挙に合格するための学問に励んでいたが、明の滅亡に会ってからは、官に仕えず生涯を隠士としておくることを決意した。さらに、父の顧柔謙が日頃『大明一統志』の不備を痛感しこれを補うべき地誌の編纂をのぞんでいたことに刺激されて、順治16年（1659年）より『読史方輿紀要』の編纂に着手し、しばしば貧しさに苦しめられながらもよく初志を曲げず、康熙17年（1678年）についに完成させた。この間約20年。
その後、康熙29年（1690年）に徐乾学が『大清一統志』の編纂を企て、書局を江南蘇州の洞庭山麓に設けたさい、徐乾学の懇請に応えて、当時の著名な地理学者であった閻若璩・黄儀・胡渭などとともに修史事業に関与したが、これはついに完成せず、その4年後に顧祖禹自身も世を去ったのである。

## 参考
- 湯中『梁賢人年譜序』
- 青山定雄『読史方輿紀要解説』（支那歴代地名要覧附録）